# Atomik Harmonik
Atomik Harmonik is een Sloveense popband die traditionele Sloveense volksmuziek met moderne popelementen combineert.

## Oprichting
De band werd in de zomer van 2004 opgericht door Jani Pavec, die tijdens zijn vakantie op Kreta een idee voor een partyband had. Samen met Dejan Čelik en de twee zangeressen Špela Kleinlercher en Špela Grošelj nam hij in de herfst van 2004 het lied Brizgalna Brizga op. De single en het korte tijd later uitgebrachte album Brizgaaaaj (letterlijk vertaald: "spuiten") stegen binnen korte tijd naar de eerste plaats van de Sloveense hitlijsten en bleven daar enkele maanden staan.

## Ontdekking
Door dit succes speelden ze zich in de kijker bij het Italiaanse producententeam Bliss Corporation, die bekende bands zoals Eiffel 65 en Haiducii op weg naar internationaal succes gebracht had. Samen namen ze acht nieuwe veries van "Brizgalna Brizga" in het Engels op, en brachten één ervan uit onder de naam Turbo Polka.

## Internationaal succes
De single Turbo Polka werd in de winter van 2004/2005 een populaire hit op de skipistes van de Alpen. Nadat het lied commercieel werd uitgebracht, bereikte Turbo Polka in Duitsland en in Oostenrijk de charts.
In 2006 bereikte Atomik Harmonik met de titel Polkaholik de 3e plaats van het nationale Songfestival. Opvallend detail hierbij is, dat de jury geen enkel punt gaf aan de groep, maar dat de toeschouwers per telefoon en SMS (elk 10 punten!) zonder twijfel voor de Sloveense formatie van Jani Pavec kozen.
Korte tijd later verliet Špela Kleinlercher de groep. Haar opvolger werd Iris Soban, maar zij hield het na twee weken voor gezien. Haar opvolgster werd Mateja, liefdevol ook wel "Tejči" genoemd. Zij verliet de band in 2010.

## Bandleden

### Actueel
- Jani Pavec
- Miha Ojsteršek
- Mateja Poročnik
- Saška Hren

### Voormalige leden
- Vesna Kociper (2010 - 2011)
- Petra Crnjac (2010 - 2011)
- Darja Gajšek (2010)
- Špela Grošelj (2004 - 2010)
- Mateja ("Tejči") Vuk  (19.9.2006 - 2010)
- Tomo Primc (2009-2011)
- Dejan »Frai Toni« Čelik (2004-2009)
- Iris Soban (10.4.2006 - 24.4.2006)
- Špela ("Špelca") Kleinlercher (2004 - 2006)

## Discografie

### Albums
- Brizgaaaaj!
- Vriskaaaaj!
- Traktor polka

### Singles
- Brizgalna Brizga (2004)
- Na Seniku (2005)
- Turbo Polka (2005)
- Polkaholik (2006)
- Kdo trka? (2006)
- Zavriskaj na ves glas
- Toni je pa rib ujel
- Goveja zupca
- Feuer auf dem Dach (2008)
- Vatrogasac Joža